# Ölmstad
För andra betydelser, se Ölmstad (olika betydelser).
Ölmstad är en tätort i Jönköpings kommun i Jönköpings län. Ölmstad är beläget längs gamla E4:an mitt emellan Gränna och Huskvarna. 
Fram till 1990 kallades orten Brötjemark. Brötjemarks station låg drygt en kilometer öster om tätorten.

## Befolkningsutveckling
| Befolkningsutvecklingen i Ölmstad 1975–2020                          | Befolkningsutvecklingen i Ölmstad 1975–2020 | Befolkningsutvecklingen i Ölmstad 1975–2020 | Befolkningsutvecklingen i Ölmstad 1975–2020 | Befolkningsutvecklingen i Ölmstad 1975–2020 |
| -------------------------------------------------------------------- | ------------------------------------------- | ------------------------------------------- | ------------------------------------------- | ------------------------------------------- |
|                                                                      |                                             |                                             |                                             |                                             |
| År                                                                   |                                             |                                             | Folkmängd                                   | Areal (ha)                                  |
| 1975                                                                 | 1975                                        |                                             | 257                                         |                                             |
| 1980                                                                 | 1980                                        |                                             | 261                                         |                                             |
| 1990                                                                 | 1990                                        |                                             | 306                                         | 43                                          |
| 1995                                                                 | 1995                                        |                                             | 296                                         | 43                                          |
| 2000                                                                 | 2000                                        |                                             | 275                                         | 43                                          |
| 2005                                                                 | 2005                                        |                                             | 308                                         | 43                                          |
| 2010                                                                 | 2010                                        |                                             | 296                                         | 43                                          |
| 2015                                                                 | 2015                                        |                                             | 413                                         | 43                                          |
| 2020                                                                 | 2020                                        |                                             | 434                                         | 79                                          |
| Anm.: Ny tätort 1975. Namnändring 1990 från Brötjemark till Ölmstad. |                                             |                                             |                                             |                                             |

## Samhället
I Ölmstad finns livsmedelsbutik, bilhandlare, bilskrot, billackerare, tre mekaniska industrier samt ett par träindustrier. Det finns också skola F-6 samt flera förskolor. I Ölmstad finns två kyrkor: Pingstkyrkan och Allianskyrkan(Svenska alliansmissionen). Ölmstads kyrka ligger i Ölmstads kyrkby två kilometer väster om Ölmstad.

## Sport
I Ölmstad finns idrottsklubben Ölmstad IS samt ridklubben Ölmstad rid- och körsällskap.